# Répliques du bon sens aux attaques et objections modernes contre la Religion
Répliques du bon sens aux attaques et objections modernes contre la Religion est un livre dont l'auteur, l'ex-capitaine Magniez, est un catholique qui refuse la séparation de l'Église et de l'État prévue par la loi de 1905. Il est publié sous le nom de plume de Un Laïc de Bon Sens et réédité en 1908.

## Thème
Par cet ouvrage, l'auteur répond à tous les arguments antireligieux des non-catholiques. Il écrit que le problème vient principalement des francs-maçons et dénonce un complot maçonnique de leur part.

## Réception
Le livre est publié en 1907, avec un impact relativement important sur la population française catholique de l'époque, surtout dans le nord de la France, où l'ouvrage a été imprimé en grande quantité. Il est réédité aux éditions Delacroix.